# L-27
L-27은 영국이 개발한 APFSDS(날탄)으로, 챌린저 2 전차에서 사용되는 전차 포탄이다.

## 제원
- 이름 : L-27
- 관통자 탄심 길이 : 560mm
- 관통력 : 720mm(2km 사거리)
- 개발국가 : 영국

## 같이 보기
- M829
- K279
- JM-33
- OFL120F2